# Яльчики
Я́льчики (чув. Елчĕк) — село в Чувашской Республике России. Административный центр Яльчикского муниципального округа.

## География
Расположено на берегу реки Малой Булы, связано шоссейными автодорогами с Чебоксарами (140 км), Канашом (67 км) и другими районными центрами Чувашской Республики. В селе расположены административные и общественные учреждения районного значения, а также промышленные предприятия, обслуживающие сельскохозяйственное производство района.

## История
В 2004—2022 годах село было административным центром упразднённого Яльчикского сельского поселения.

## Население
| 1959  | 1970  | 1979  | 1989  | 2002  | 2007  | 2010  |
| ----- | ----- | ----- | ----- | ----- | ----- | ----- |
| 1478  | ↗2182 | ↗2479 | ↗2961 | ↘2732 | ↘2585 | ↘2544 |
| 2012  |       |       |       |       |       |       |
| ↗2705 |       |       |       |       |       |       |

## Экономика
Крупнейшими предприятиями являются маслосырзавод, хлебозавод, предприятие «Чувашъенкрахмал», кирпичный завод, райпо, швейное предприятие «Илем», ремтехпредприятие.

## Культура

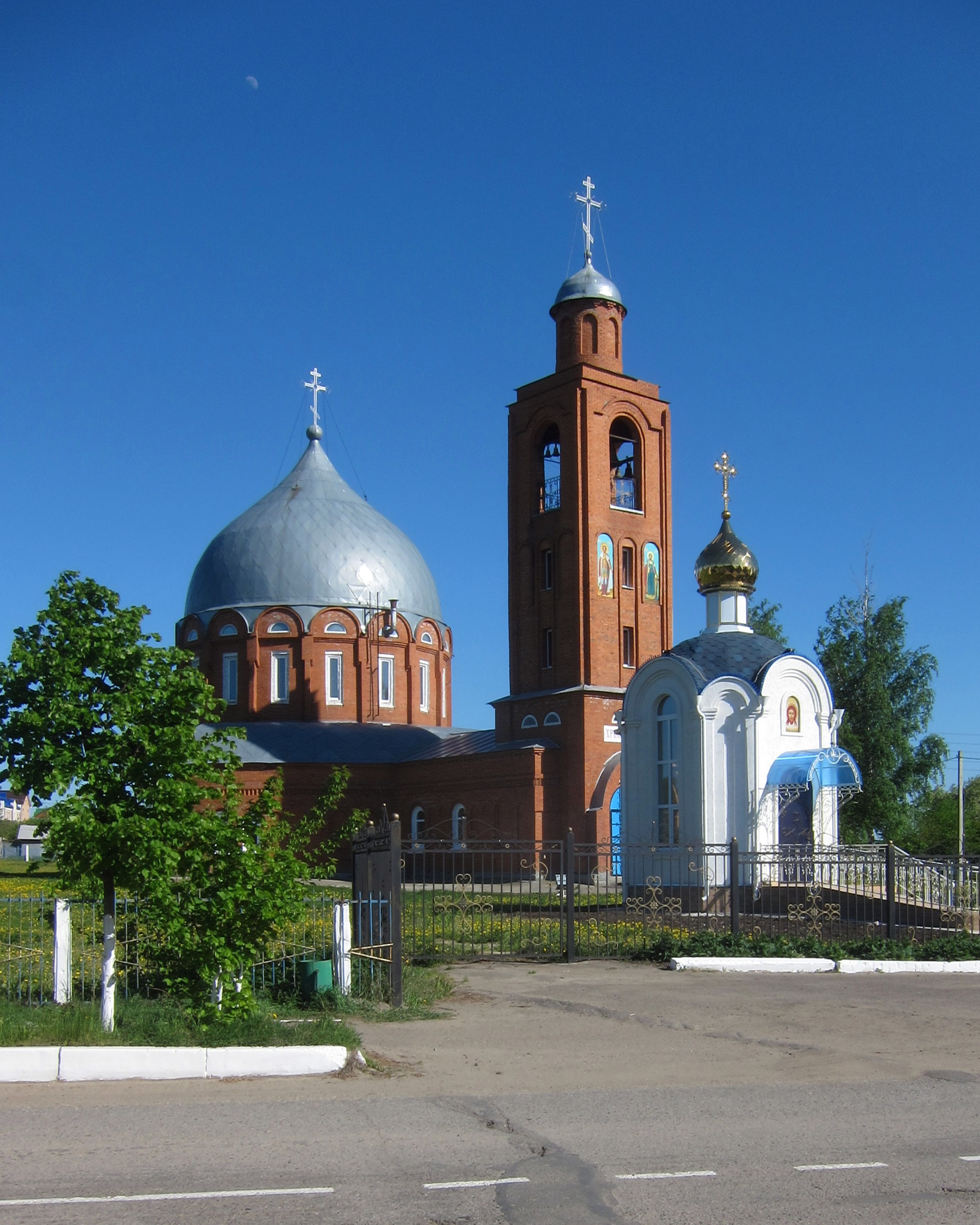
Церковь Александра Невского

Название происходит от чуваш. ял — «деревня» и чуваш. чик — суффикс с уменьшительным значением, то есть означает «деревушка».
Функционирует центральная районная больница, 1 школа, 3 ясли-сада, при Яльчикской средней школе действуют кадетские классы и агрономические классы. Имеется Дом культуры, две библиотеки, краеведческий музей, народный театр, ДЮСШ, детская школа искусств, типография, дом правосудия.
Издаётся газета на чувашском языке «Елчĕк ен» (Яльчикский край).
Одна из улиц села носит имя Героя Советского Союза Николая Иванова.

### Религия
Действующий храм святого благоверного князя Александра Невского (с 2000).

## Люди
- Штейнман, Лариса Алексеевна
- Баранов, Роберт Петрович